# Communauté de communes du Mont de Noix
La communauté de communes du Mont de Noix est une ancienne communauté de communes française, située dans le département de la Marne et la région Champagne-Ardenne.
Elle a disparu le 1er janvier 2014 par sa fusion dans la nouvelle communauté de communes de la Moivre à la Coole.

## Historique
L'intercommunalité a été créée par un arrêté préfectoral du 30 décembre 1993.
Conformément aux prévisions du schéma départemental de coopération intercommunale (SDCI) de la Marne du 15 décembre 2011, la communauté de communes de la Moivre à la Coole est issue de la fusion, le 1er janvier 2014, de 4 petites communautés de communes :
- la Communauté de communes de la Vallée de la Coole' :
Communes de Breuvery-sur-Coole, Cernon, Coupetz, Ecury-sur-Coole, Faux-Vésigneul, Nuisement-sur-Coole, Saint-Quentin-sur-Coole[4] ;
- la Communauté de communes de la Guenelle :
Communes de Cheppes-la-Prairie, Mairy-sur-Marne, Saint-Martin-aux-Champs, Sogny-aux-Moulins, Togny-aux-Bœufs, Vitry-la-Ville[4] ;
- la Communauté de communes du Mont de Noix :
Communes de Coupéville, Dampierre-sur-Moivre, Francheville, Le Fresne,  Marson, Moivre, Saint-Jean-sur-Moivre[4] ;
- la Communauté de communes de la Vallée de la Craie :
Communes de Chepy, Omey, Pogny, Saint-Germain-la-Ville, Vésigneul-sur-Marne[4] ;

## Territoire communautaire

### Géographie
Le mont de Noix est colline située à l'est de Marson.

### Composition
L'intercommunalité était composée de 7 communes, dont la principale est Marson :
- Coupéville
- Dampierre-sur-Moivre
- Francheville
- Le Fresne
- Marson
- Moivre
- Saint-Jean-sur-Moivre

## Politique et administration

### Siège
Le siège de la Communauté de communes du Mont de Noix était situé  à Marson,14 rue de la Mairie.

### Élus
La communauté de communes était administrée par un conseil communautaire constitué de représentants de chaque commune, élus en leur sein par les conseils municipaux.

### Liste des présidents
| Période                                  | Période | Identité       | Étiquette | Qualité                           |
| ---------------------------------------- | ------- | -------------- | --------- | --------------------------------- |
| Les données manquantes sont à compléter. |         |                |           |                                   |
| ?                                        | 2013    | Marie Ancellin |           | Maire de Coupéville (2001 → 2014) |

### Compétences
L'intercommunalité exerçait les compétences qui lui avaient été transférées par les communes membres, conformément aux dispositions légales.

### Régime fiscal et budget
La communauté de communes percevait une fiscalité additionnelle aux impôts locaux des communes, sans FPZ (fiscalité professionnelle de zone) et sans FPE (fiscalité professionnelle sur les éoliennes).